# Odontorchilus
Genre
Odontorchilus est un genre de passereaux de la famille des Troglodytidae. Il se trouve à l'état naturel dans le Nord-Ouest de l'Amérique du Sud,.

## Liste des espèces
Selon la classification de référence du Congrès ornithologique international (version 8.1, 2018) :
- Odontorchilus branickii (Taczanowski & von Berlepsch, 1885) — Troglodyte de Branicki
  - Odontorchilus branickii branickii (Taczanowski & von Berlepsch, 1885)
  - Odontorchilus branickii minor (Hartert, 1900)
- Odontorchilus cinereus (Pelzeln, 1868) — Troglodyte denté